# Gynandromorphus
Gynandromorphus — род жужелиц из подсемейства Harpalinae.

## Описание
Жук двухцветный. Переднеспинка в густых точках и волосах. Переднеспинка в задних углах без щетинковой поры.

## Систематика
В составе рода:
- Gynandromorphus etruscus Quensel, 1806
- Gynandromorphus peyroni Carret, 1905